# Hajo Bruins

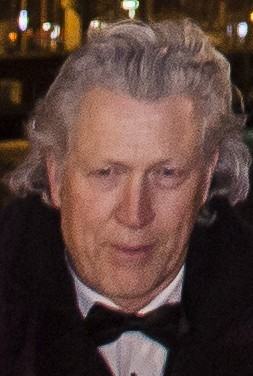
Hajo Bruins, 2015

Hajo Bruins (* 27. März 1959 in Steenwijk, zu Steenwijkerland) ist ein niederländischer Schauspieler. Er wurde vor allem durch sein Engagement bei der Toneelgroep Amsterdam bekannt, ist aber auch in vielen Filmen und Fernsehserien zu sehen. Daneben arbeitet er als Synchronsprecher und spricht Texte für Werbefilme ein.

## Leben
Hajo Bruins wuchs mit  fünf Geschwistern in Steenwijk auf. Er erlernte seine Profession bei der Toneelschool Arnhem.
In der mehrjährigen und mehrfach ausgezeichneten Krimireihe Penoza (KRO-NCRV) spielt er einen leitenden Kriminalbeamten.
Bruins war von 1999 bis 2010 mit der Regieassistentin Marjan Lammers verheiratet und hat mit ihr drei Kinder. Seit 2010 lebt er mit der Schauspielerin Linde van den Heuvel (* 1986) in Amsterdam-Zuid zusammen, mit der er zwei Töchter hat. 2020 ehelichte er seine Lebenspartnerin.

## Filmografie
- Gooische Vrouwen - Duco Houweling (2024)
- Nieuw Zeer - (Satiresendung), diverse Rollen (2024)
- De mooiste dag - Wim (2024)
- Dertigers - Vater von Laura und Suus (2024)
- Welkom in de Middeleeuwen (Miniserie) (2022)
- Liebe ohne Grenzen (Liefde zonder grenzen) – Vater (2021)
- Herrie in Huize Gerri – Fernsehchef (2021)
- Oogappels – Docent Vermeulen (2020–heute)
- Die Schlacht um die Schelde – Bürgermeister Oostveen (2020)
- Penoza: The Final Chapter (Spielfilm) – Jim Leeflang (2019)
- De 12 van Schouwendam – Leo de Haan (2019)
- All You Need Is Love – Hans (2018)
- Lost & Found (Fernsehfilm) – Oscar (2018)
- Papadag (Fernsehserie) – Louis (2017–2020)
- B.A.B.S. (Fernsehserie) – Willem, Theaterregisseur (2017)
- Weemoedt (Fernsehserie) – Bob Ancion (2016)
- Petticoat (Fernsehserie)|Petticoat – Lammert Jagersma (2016)
- Der Admiral – Kampf um Europa (Michiel de Ruyter) – Cornelis Tromp (2015)
- Gouden Bergen (Fernsehserie) – Roderik (2015)
- Penoza (Fernsehserie) – Kommissar Jim Leeflang (2010–2017)
- 13 in de oorlog (Fernsehserie) – Dries Kooiman (2009)
- Willemspark (Comedy-Serie) – Philip Schaeffer (2007)
- De Club van Sinterklaas (Fernsehserie) – Radarpiet (2002)
- Villa Neuzenroode: In de ban van een Game (2006) – Victor Cementi
- Paid (2006) – Andre
- De afdeling (Fernsehserie) – Tom (Folge: Stoelendans, 2006)
- Goedemorgen Nederland (Folge vom 23. Januar 2006)
- Hotnews.nl – Dhr. de Knijf  (2005)
- Grijpstra & De Gier (Fernsehserie) – Dr. Westerling (Folge: Modern Management, 2005)
- Villa Neuzenroode (2005) – Victor Cementi
- Johan (2005) – Sportmoderator
- Russen (Fernsehserie) – Johnny B. (Folge: Jazz, 2004)
- Deining (Fernsehfilm) – Hugo (2004)
- Wet & Waan (Fernsehserie) – Talkshow-Moderator (Folge: Au Pair, 2004)
- Polonaise (Fernsehfilm) – Charlie (2002)
- Baantjer (Fernsehserie) – Joop Groen (Folge: De Cock en de moord op Sinterklaas, 2001)
- In de clinch (Fernsehserie) – Huub Witteveen (Folge(n): unbek., 1999), Staffel 1 und Staffel 2
- Flodder (Fernsehserie) – Caesar (Folge: Breekpunt, 1997) (vergl. Flodder)
- 12 steden, 13 ongelukken (Fernsehserie) – Rik (Folge: Meeveren (Barneveld), 1997)
- Baantjer (Fernsehserie) – Gerard (Folge: De Cock en de moord met 300 getuigen, 1996)
- In naam der koningin (Fernsehserie) – Sgt. Schnittke (1996)
- Flodder (Fernsehserie) – Arie (Folge: De penvriend, 1994)
- Oude tongen (1994) – Hans Godhelp
- Recht voor z’n Raab (Fernsehserie) – Hausarzt (Folge: Kunstfout, 1993)
- Coverstory (Fernsehserie) – Ermittler Koster (Folgen: unbek., 1993–1995)
- In de Vlaamsche pot (Fernsehserie) – Marc (Folge: Dodelijke Charme, 1991)
- Prettig geregeld (Fernsehserie) – Arie, Polizeibeamter. (Folge: NCRV 65 jaar, 1989)
- Switch (Fernsehserie) – Evert (1988)

## Synchronrollen
Als Synchronsprecher übernahm er die niederländischen Sprechrollen in den Filmen
- Ein Fall für die Borger (Hugh Laurie als „Officer Steady“)
- Peter Pan (Jason Isaacs als Captain Hook)
- Harry Potter (ebenfalls Jason Isaacs als „Lucious Malfoy“),
- Alice im Wunderland (2010) (Stephen Fry als „Grinsekatze“)
- Rio (Animationsfilm, „Rafael“)
- Rio 2 (Animationsfilm, „Rafael“)
- Die Muppets („Tex Richman“)

## Theater
- Mamma Mia! (Musical) (2003–2006)
- Big, Black & Beautiful XL (2005–2006)
- Ciske de rat (Musical) (2007–2009)
- Petticoat (Musical) (2010–2011)
- De Prooi (2012)
- Hij Gelooft in Mij (Musical) (2012–2013)
- Soldaat van Oranje (Musical) (2015–2016)
- Achter het Huis (2017–2018)